# トルラク方言
トルラク方言（セルビア語:Торлачки дијалект / Torlački dijalekt セルビア語発音: [tɔ̌rlaːk]、ブルガリア語:Торлашки диалект / Torlashki dialekt）は、セルビア南東部（クニャジェヴァツ - ニシュ - プレシェヴォ）、コソボ（グニラネ - プリズレン）、マケドニア共和国北東部（クラトヴォ - クマノヴォ）、ブルガリア西部（ベログラトチク - ゴデチ - トルン - ブレズニク）といった地方で話される方言であり、セルビア・クロアチア語とブルガリア・マケドニア語の中間に位置する遷移方言である。
言語学者によってはこの言語（方言）を、シュト方言、カイ方言、チャ方言と並ぶセルビア・クロアチア語の4つめの主要方言群とする。一方でこの言語をブルガリア語西部方言の一部とみなす言語学者もいる。トルラク方言には標準形はなく、またトルラク方言に属する諸方言にも多くの多様性がある。
この言語を話すのは、民族的にはセルビア人、ブルガリア人、マケドニア人にまたがっている。また、ルーマニアに住む少数のクロアチア人（クラショヴァ人）や、コソボ南部に住むブルガリア人・マケドニア人と近縁のゴーラ人もトルラク方言の話者である。

## 分類
19世紀の間、トルラク方言やマケドニア語はブルガリア語の一部とみなされることも多かった。19世紀から20世紀初頭にかけて、ブルガリア人、セルビア人それぞれの言語学者は、それぞれの軍隊と同様にセルビア語とブルガリア語の境界を策定するために闘争を繰り広げた。
パヴレ・イヴィッチ（Pavle Ivić）やアシム・パツォ（Asim Peco）などのセルビア人の言語学者たちは、トルラク方言をセルビア語のシュト方言の一部とみなし、プリズレン＝ティモク方言と呼んだ。パヴレ・イヴィッチは、ブルガリア語の方言の一部はブルガリア語よりもむしろセルビア語に近いとして、プリズレン＝ティモク方言は完全にセルビア語に属するものと主張し、ブルガリア語遷移方言やショプ人といったものは東部南スラヴ語群（ブルガリア語など）よりも西部南スラヴ諸語（セルビア語など）に近いとした
他方で、クルステ・ミシルコフやベニョ・ツォネフ（Benyo Tsonev）、ガヴリル・ザネトフ（Gavril Zanetov）といったブルガリアの言語学者らはトルラク方言をブルガリア語の方言に分類している。彼らは、格の消失などの文法的な特徴をもとに、トルラク方言をブルガリア語に属するものとしている。ストイコ・ストイコフ、ランゲル・ボジコフ（Rangel Bozhkov）などは、この言語をブルガリア語のベログラトチク＝トルン方言に分類し、シュト方言の範疇に含めるべきではないとしている。ストイコフはトルラク方言の文法はブルガリア語のものに近く、その起源がブルガリア語にあることを示しているとしている。
クロアチアの言語学者ミラン・レシェタルは、トルラク方言（レシェタルによれば「スヴルリグ方言 (Svrlijg)」はシュト方言とは異なる方言群であるとしている。別のクロアチアの言語学者ダリボル・ブロゾヴィッチもまた、トルラク方言はシュト方言とは異なるとしている。
トルラク方言は、ブルガリア語・マケドニア語とセルビア語が入り交じる地域で見られる。

## 特徴

### 語彙
トルラク方言の基礎語彙はほとんどがセルビア語、ブルガリア語およびマケドニア語同様にスラヴ祖語に起源を持つものであるが、シャル山脈のゴーラではアルーマニア語、ギリシャ語、トルコ語、アルバニア語などからの借用語も多く見られる。また、多くの主要言語では使われなくなったり意味が変わってしまった古い語が残されている。なお、トルラク方言に属する諸方言の間でも差異は大きく、例えばルーマニアのクラショヴァ人はゴーラ人の言語を理解できるとは限らない。
スラヴ系の各国で話されるトルラク方言は、特に新しく導入された単語や概念において、それぞれその国の標準形の言語の影響を受けている。この例外はルーマニアであり、オスマン帝国の衰退後に誕生したスラヴ各国の標準語の影響を免れている。この地方に古来より住むスラヴ人はクラショヴァ人（カラショヴァ人）と呼ばれており、彼らはセルビア東部のティモチュカ・クライナから移住した人々と移住先のルーマニアに住むスラヴ人とが混合した民族集団である。

### 格の消失
マケドニア語およびブルガリア語は現代のスラヴ諸語において数少ない、ほぼすべての格が失われた言語であり、名詞の多くは主格の形のみのこされている。トルラク方言もこの特徴を持っている。北西においては具格が属格と統合され、さらに処格と属格が統合される。更に南ではあらゆる屈折が消失し、意味的関係は前置詞のみによって決まるようになる。

### 音素 /x/ の消失
マケドニア語、トルラク方言、ならびにブルガリア語やセルビア語の一部の方言では、他のスラヴ諸語と異なり、[x]、[ɦ]、[h]といった音価は存在しない。この他のスラヴ諸語では、スラヴ祖語の「*g」に由来する[x]や[ɦ]といった音価は広く一般的である。マケドニア語における「h」の大部分は、借用語や、ペフチェヴォ（Пехчево / Pehčevo）などの一部の方言が話される地方の地名にみられるものである。これに対してマケドニア語標準形はプリレプの方言を土台としている。「千」や「強要」はマケドニア語標準形ではそれぞれ「iljada」、「itno」であるのに対してセルビア語標準形では「hiljada」、「hitno」となっている。また、「ホラ」や「美しい」はマケドニア語標準形の「oro」、「ubav」に対してブルガリア語標準形では「horo」、「hubav」となっている。この違いを分け隔てる等語線は、マケドニア共和国南端でプリレプとペフチェヴォの間を通り、中央セルビアのシュマディヤに達する。シュマディヤの土着の民謡では、「私は欲する」を意味する語として「оћу / oću」が使われており、これはセルビア語標準形では「хоћу / hoću」となる。

### 音節主音の /l/
トルラク方言では、古語に見られる音節主音の/l/が残されており、/r/と同様に音節の主音として機能している。/l/は西スラヴ語群の一部では現代でも音節主音として残っている。シュト方言では、音節主音の/l/は/u/や/o/へと変化した。ブルガリア語では、/l/の前に「ъ」の文字で表される母音/ɤ/が挿入されることで、子音クラスタが切り分けられた。トルラク方言に属する全ての方言で/l/が完全に保存されているわけではなく、完全に音節主音となっているものから[ə]、[u]、[ɔ]、[a]といった母音を伴うようになったものまで様々である。音節主音の/l/は多くが軟口蓋化して[ɫ]へと変化している。
| トルラク方言       | クラショヴァ方言（カラシュ） | влк vlk /vɫk/    | пекъл pekăl /pɛkəl/ | сълза sălza /səɫza/ | жлт žlt /ʒɫt/    |
| トルラク方言       | 北部方言（スヴルリグ）       | вук vuk /vuk/    | пекал pekal /pɛkəɫ/ | суза suza /suza/    | жлът žlăt /ʒlət/ |
| トルラク方言       | 中部方言（ルジュニツァ）     | вук vuk /vuk/    | пекъл pekăl /pɛkəɫ/ | слъза slăza /sləza/ | жлът žlăt /ʒlət/ |
| トルラク方言       | 南部方言（ヴラニェ）         | вълк vălk /vəlk/ | пекал pekal /pɛkal/ | солза solza /sɔɫza/ | жълт žălt /ʒəɫt/ |
| トルラク方言       | 西部方言（プリズレン）       | вук vuk /vuk/    | пекл pekl /pɛkɫ/    | слуза sluza /sluza/ | жлт žlt /ʒlt/    |
| トルラク方言       | 東部方言（トルン）           | вук vuk /vuk/    | пекл pekl /pɛkɫ/    | слза slza /slza/    | жлт žlt /ʒlt/    |
| トルラク方言       | 北東部方言（ベログラトチク） | влк vlk /vlk/    | пекл pekl /pɛkɫ/    | слза slza /slza/    | жлт žlt /ʒlt/    |
| トルラク方言       | 南東部方言（クマノヴォ）     | влк vlk /vlk/    | пекъл pekăl /pɛkəɫ/ | слъза slăza /sləza/ | жут žut /ʒut/    |
| セルビア語標準形   | セルビア語標準形             | вук vuk /vuk/    | пекао pekao /pɛkaɔ/ | суза suza /suza/    | жут žut /ʒut/    |
| ブルガリア語標準形 | ブルガリア語標準形           | вълк vălk /vɤɫk/ | пекъл pekăl /pɛkɐɫ/ | сълза sălza /sɐɫza/ | жълт žălt /ʒɤɫt/ |
| マケドニア語標準形 | マケドニア語標準形           | волк volk /vɔlk/ | пекол pekol /pɛkol/ | солза solza /sɔlza/ | жолт žolt /ʒɔlt/ |
| 日本語             | 日本語                       | オオカミ         | 焼いた              | 涙                  | 黄色             |

### 東部南スラブ語との共通点
- 一般名詞の格がない（ブルガリア語・マケドニア語同様）
- 不定詞がない（ブルガリア語・マケドニア語同様。セルビア語では保持されている）
- アオリストと未完了相の保持（ブルガリア語同様）
- 定冠詞が有る（ブルガリア語・マケドニア語同様。セルビア語には無い）
- 古代スラヴ語のьおよびъは[ə]となり、あらゆる位置に現れる（ブルガリア語ではsən、セルビア語ではsan）
- 母音の長短および高低がない（ブルガリア語同様、セルビア語には存在）
- 多音節の単語で語末に強勢が置かれる（セルビア語には見られない特徴で、例えばブルガリア語ではže'na、セルビア語では'žena）
- 語末のlが保持されている（ブルガリア語ではbil、セルビア語ではbio）
- 接頭語の「po」を加えることで形容詞の比較級を作る（マケドニア語ではubav→po-ubav、セルビア語ではlep→lepše）
- 語中音のlの消失（ブルガリア語・マケドニア語ではzdrave／zdravje、セルビア語ではzdravlje）

### 西部南スラブ語との共通点
すべてのトルラク方言において:
- ǫ は円唇母音のuとなる（セルビア語シュト方言と同様。ブルガリア語標準形・マケドニア語標準形はそれぞれ非円唇母音の ъ、a）
- 古代スラヴ語のvьはu（東部南スラブ語ではv）
- 古代スラヴ語の*črはcr（東部南スラブ語では保存されている）
- 古代スラヴ語の/ɲ/および/n/は保存されている（セルビア語ではnjega、ブルガリア語ではnego）
- 語末の有声子音は無声化されない（gradはセルビア語では表記どおりに発音、ブルガリア語・マケドニア語ではgratと発音）
- *vsは音位転換されずに保存されている（セルビア語ではsve、ブルガリア語ではvse）
- 属格はセルビア語同様（セルビア語ではnjega、ブルガリア語ではnego）
- 主格単数形が-aで終わる名詞の主格複数形は-e（東部南スラブ語では-i）
- 1人称単数の主格代名詞はJa（ブルガリア語ではas）
- 1人称複数の主格代名詞はMi（ブルガリア語ではnie）
- 1人称単数の動詞の語尾は-m（東部南スラブ語では、古代スラヴ語の*ǫに対応する音）
- 接尾辞の*-itjь（-ić）や-atja（-ača）は一般的（東部南スラブ語ではみられない）

一部のトルラク方言において:
- 形容詞の複数形の男性型・中性型・女性型は西部トルラク方言でのみ保持（beli／bele／bela）されており、東部トルラク方言では失われている（複数形の男性型・中性型・女性型がいずれもbeli）。東部の一部では男性型と女性型のみが存在する。
- 古代スラヴ語の*tj／*djはセルビア語ではć／đ、ブルガリア語ではšt／žd、マケドニア語ではḱ／ǵとなっているが、西部・北西部地方ではセルビア語同様のć／đ、ベログラトチクやトラン、ピロト、ゴーラ（マケドニア語版、ギリシア語版、ブルガリア語版、アルバニア語版）、マケドニア北部といった東部地方ではč／džも現れる。クマノヴォ周辺ではマケドニア語と同様になっている。

## 書物
トルラク方言は歴史上、国の公用語として整備されたことがないため、トルラク方言で書かれた書物は少なく、古代教会スラヴ語を第一に用いる正教会の神品による文献がある程度である。トルラク方言の影響を受けた文体の書物として知られる限り最古のものとしては、テムスカ修道院の手稿がある。これは、1762年にピロト出身のキリル・ジヴコヴィッチによって著されたものであり、自身はこの言語を「簡易なブルガリア語」とみなしていた。

## 民族誌
「トルラク」とは南スラブ語で羊の囲いを意味する「tor」に由来し、トルラクはかつて羊飼いを意味するとの説がある。また、トルラク方言の話者、すなわちトルラク人を独自の民族グループとみなす説もある。トルラク人はショプ人の一部とされたり、逆にショプ人がトルラク人の一部とされることもあり、19世紀にはトルラク人とショプ人の明確な区別はなかった。オスマン帝国統治時代、この地方の人々はブルガリア人あるいはセルビア人といった民族意識を持っていなかった。このため、セルビア人やブルガリア人はいずれもトルラク人を自民族の一部であると主張しており、トルラク人の中にもセルビア人に同調する者もブルガリア人に同調する者もある。19世紀の文献で、トルラク人がブルガリア人としての民族意識を持っていると記しているものがある。オスマン帝国の影響力が弱まった結果、19世紀後期から20世紀初頭にかけてバルカン半島では民族主義的感情が高まる。トルラク地域におけるブルガリアとセルビアの国境はベルリン条約、バルカン戦争、第一次世界大戦によって変動し、後にマケドニア共和国の成立によって更に国境が生じた。